# EA Sports WRC
EA Sports WRC – komputerowa gra rajdowa wyprodukowana przez Codemasters i wydana przez EA Sports 3 listopada 2023 roku.
Gra zebrała pozytywne oceny w mediach. Chwalono dobrze wykorzystaną licencję rajdowych mistrzostw świata (WRC) i długie trasy. Krytyce poddano błędy techniczne i tryb kariery.

## Rozgrywka
EA Sports WRC to gra rajdowa, w której zadaniem gracza jest dojechanie do końca etapu w jak najkrótszym czasie, unikając jednocześnie zniszczeń pojazdu. Na grę składa się 18 tras o różnej nawierzchni, takiej jak asfalt czy szuter. Gra zawiera tryb dla wielu graczy, w którym może uczestniczyć do 32 osób jednocześnie. W trybie konstruktora gracz ma możliwość zaprojektowania swojego samochodu.

## Produkcja
W 2021 roku wydawca Electronic Arts wykupił brytyjskie studio Codemasters (serie F1, Colin McRae Rally) za 1,2 miliardów dolarów. EA zapowiedziało grę 5 września 2023 roku, jednocześnie podając datę premiery i prezentując pierwszy zwiastun. Podczas produkcji użyto silnika Unreal Engine, dzięki czemu można było stworzyć dłuższe trasy. Twórcy określili grę jako „najbardziej realistyczną odsłonę serii”.
W grudniu 2023 roku po nieudanej premierze EA Sports WRC i EA Sports F1 23 Codemasters zapowiedziało zwolnienia w przedsiębiorstwie. W tym samym miesiącu powiększono zawartość gry o czeski fragment Rajdu Europy Środkowej.

## Odbiór
Tryb kariery był często wspominany w recenzjach. Redaktor magazynu „PC World” stwierdził, że Codemasters próbowało wcisnąć do trybu kariery jak najwięcej elementów, przez co interfejs jest mało czytelny, a sama rozgrywka nie wciąga na dłużej. Jan Ole Peek, piszący dla serwisu Shacknews, zwrócił uwagę na to, że potrzebował sporo czasu na zapoznanie się z kalendarzem wydarzeń. W jego opinii gra nie wyjaśnia takich elementów jak brak odpowiedniej załogi lub samochodu na konkretną trasę. Innego zdania był Stephen Tailby z Push Square, który pozytywnie ocenił nowo dodany tryb, wskazując na możliwość ignorowania niektórych wydarzeń i skupieniu się na rajdach.